# ハイイログマとホッキョクグマの雑種
ハイイログマとホッキョクグマの雑種は、自然界に生息するクマ科の雑種動物である。2006年、カナダの北極圏で発見された奇妙な外見のクマのDNA鑑定によって、この雑種が自然界に見られることが裏付けられた。それより以前にもこの雑種は動物園で生まれていたが、自然界においては存在しない生物ではないかと考えられていた。

## 自然界における出現
上記のDNA鑑定により確定した一件の例とその他のそれらしき目撃例から、動物学者たちは野生の交雑種がいかにして誕生したのかについて仮説を立てた。2つの種は遺伝的に近く縄張りも共有しているが、お互いを避ける傾向がある。またお互いに占める生態的地位も異なる。
グリズリー（また他のアラスカに生息するアラスカアカヒグマなどは全てヒグマ Ursus arctos の一種）は陸上で生活、繁殖する傾向がある。一方、ホッキョクグマは水中や氷上で生活し、繁殖も氷上で行う。一説によれば地球温暖化により氷が薄くなり、ホッキョクグマが彼らのもとの生息域で狩りをすることができなくなったのではないかと言われている。彼らが内陸に入り込んできたために、雑種の生まれる頻度が高くなったのである。1864年に発見されたクリーム色の巨大グマ、マクファーレンズ・ベアの標本が示すように、ハイイログマとホッキョクグマの雑種は今までにも時折出現していたようである。

### 2006年の発見
2006年4月16日、アイダホ州からやってきたハンターのジム・マーテル (Jim Martell) は北米カナダのバンクス諸島のサックスハーバー (Sachs Harbour) でハイイログマとホッキョクグマの雑種を狙撃した。マーテルは5万ドルを支払い正式な許可証を持ってホッキョクグマの狩りをしているところであり、その動物についてもホッキョクグマのつもりで射殺したのだった。この生物はホッキョクグマに特徴的な白っぽいクリーム色の薄い毛皮と長い爪、丸く盛り上がった背中と彫りの浅い顔をもちながら、眼の周り、背中と足にはハイイログマの毛色である茶色い斑紋が見られ、当局は関心をもった。もしこのクマがグリズリーであると判断されれば、マーテルは1000カナダドルの罰金と1年の懲役を科せられるところであった。
DNA鑑定はブリティッシュコロンビア州の Wildlife Genetic International で行われ、鑑定の結果これはホッキョクグマの母とハイイログマの父の雑種であると認められた。この交雑は生物学的に可能であり動物園では過去にも生まれていたが、野生で確認されたのはこれが初めてであった。
議論のさ中、このクマはマーテルに返還された。

## この雑種の名前

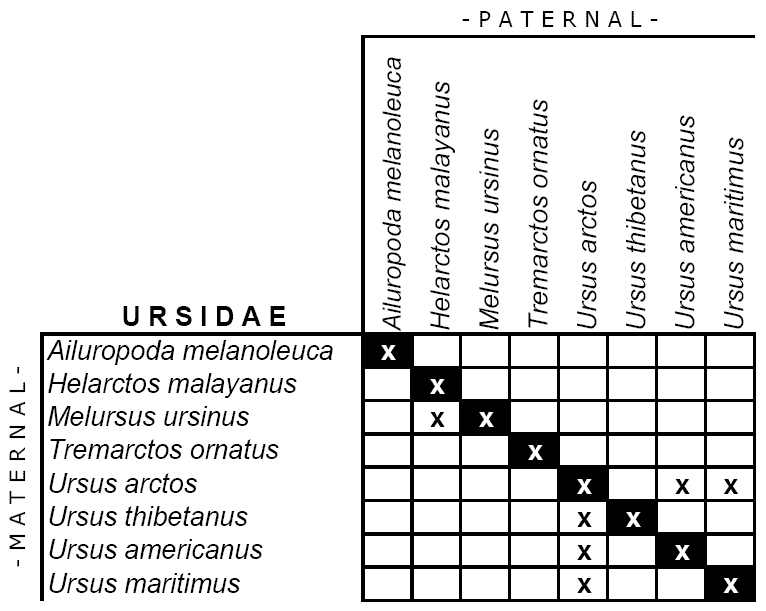
クマ科の異なる種間での交雑の可否。上もしくは左から順に A. melanoleuca ジャイアントパンダ、H. malayanus マレーグマ、M. ursinus ナマケグマ、T. ornatus メガネグマ、U. arctos ヒグマ、U. thibetanus ツキノワグマ、U. americanus アメリカグマ、U. maritimus ホッキョクグマ。

ホッキョクグマの雑種のうちのいくつかは、クマ科の2種の雑種の総称として単にクマ科の雑種と呼ばれる。ホッキョクグマとハイイログマ（グリズリー）との雑種は今までもいくつか撮影報告されていたが、その血統がDNA鑑定により裏付けられたことは無かった。
2006年の発見によって雑種が注目されたことで、メディアはピズリー (pizzly)、グローラー (grolar bear)、ポリズリー (polizzly) などの混成語を提案したが、そのどれを使用するかの合意には至っていない。
カナダ政府の野生生物保護局はこれをイヌイット語のホッキョクグマ（ナヌーク Nanuk）とハイイログマ（アクラーク Aklak）を合わせてナヌラーク Nanulak と呼ぶことを提案している。雑種の名前に父方の種の名前を最初に持ってくるのはひとつの慣習であり、雄のホッキョクグマと雌のハイイログマの子を"ピズリー"と呼ぶとすれば、雄のハイイログマと雌のホッキョクグマの子は"グローラー"と呼ばれる。1864年のマクファーレンの標本は収蔵庫に長い間保管された後、1918年になってクリントン・ハート・メリアムによって新種であるという評価とともに、Vetularctos inopinatus という学名が正式に与えられていた。しかし、古代DNAの解析によりこれがハイイログマとホッキョクグマの雑種の遺骸であることが確かめられたならば、国際動物命名規約 においては雑種に与えられた学名は無効となるので、この標本を模式標本とする Vetularctos 属、Vetularctos inopinatus またはUrsus inopinatus は全て無効名となる。